# Гевенигер, Уте
Уте Гевенигер(-Штраус) (нем. Ute Geweniger(-Strauß); род. 24 февраля 1964, Карл-Маркс-Штадт) — восточно-германская пловчиха, чемпионка и призёр чемпионатов Европы и мира, чемпионка летних Олимпийских игр 1980 года в Москве, рекордсменка Европы и мира.

## Карьера
На Олимпиаде в Москве Гевенигер в плавании брассом на 100 и 200 метров и комбинированной эстафете 4×100 метров. В первом виде Гевенигер завоевала золотую медаль с результатом 1:10,22 с, опередив советскую пловчиху Эльвиру Василькову (1:10,41 с) и представительницу Дании Сусанне Нильссон (1:11,16 с). Кроме того, в предварительном заплыве Гевенигер установила мировой рекорд (1:10,11 с). В плавании на 200 метров брассом Гевенигер стала 6-й. В комбинированной эстафете сборная ГДР (Рика Райниш, Уте Гевенигер, Андреа Поллак, Карен Метчук) заняла первое место (4:06,67 с — мировой рекорд), опередив команды Великобритании (4:12,24 с) и СССР (4:13,61 с). В 1981 году Гевенигер была признана спортсменкой года в ГДР и лучшей пловчихой Европы. В 1983 году, после блестящего выступления на чемпионате Европы, была признана лучшей пловчихой Европы и мира.

### Рекорды
Гевенигер является автором многих рекордов. Рекорды Европы и мира:
- 100 метров брассом:
  - 1:10,20 с (установлен 26 мая 1980 года в Магдебурге);
  - 1:10,11 с (24 июля 1980 года, Москва);
  - 1:09,52 с (9 апреля 1981 года, Гера);
  - 1:09,39 с (2 июля 1981 года, Берлин);
  - 1:08.60 с (8 сентября 1981 года, Сплит);
  - 1:08,51 с (25 августа 1983 года, Рим);
- комплексное плавание на 200 метров:
  - 2:11,73 с (4 июля 1981 года, Берлин);
- комбинированная эстафета 4×100 метров:
  - 4:06,67 с (20 июля 1980 года, Москва);
  - 4:05.88 с (6 августа 1982 года, Гуаякиль);
  - 4:05,79 (26 августа 1983 года, Рим).